# Bama (Burkina Faso)
Bama è un dipartimento del Burkina Faso classificato come comune, situato nella provincia di Houet, facente parte della Regione degli Alti Bacini.
Il dipartimento si compone del capoluogo e di altri 21 villaggi: Badara, Banahorodougou, Banakeledaga, Desso, Diaradougou, Kouroukan, Lanfiera, Natema, Nieguema, Samandeni, Sandimisso, Sangoulema, Saoulemi, Seguere, Soungaledgaga, Souroukoudougou, Tanwogoma, Toukoro, Vallée du Kou, Yirwal e Ziga.
Gli autoctoni sono i Bobo